# Jan Boxill
Jeanette Marie Boxill (nacida Bozanic) es una académica estadounidense que fue profesora titular de filosofía y de ética, en la Universidad de Carolina del Norte en Chapel Hill. También fue Decana de la Facultad y Directora del Centro de Ética Parr.  
Su escritura y enseñanza se relacionan ampliamente con cuestiones éticas en la conducta social, filosofía social y política, teoría feminista, y de ética en los deportes. 
Es editora de Sports Ethics: An Anthology and Issues in Race and Gender. Ha sido presidenta de la Asociación Internacional de Filosofía en el Deporte; formó parte de la Junta directiva del Comité de Coloquios Escolares DEL NCAA; y, presidió en 2011, el Coloquio Escolar NCAA; y, el Programa de Extensión Educativa para el Agencia Antidopaje de los Estados Unidos (USADA). Por 25 años, Boxill fue la locutora de la dirección pública de baloncesto femenino y hockey sobre césped de la Universidad de Carolina del Norte UNC; ahora se desempeña como analista radial para el baloncesto femenino de la UNC. Es miembro de numerosas asociaciones profesionales (filosofía, deportes y Asociación Americana de Mujeres Universitarias) y ha ganado varios premios (dentro de su institución y más allá) por sus contribuciones docentes y profesionales. 
En 2015, renunció a la UNC, a raíz del escándalo académico-atlético de la Universidad de Carolina del Norte.

## Biografía
Jan Boxill, nacida Jeanette Marie Bozanic ca. 1939 en Worcester (Nueva York). Su padre John era inmigrante de Yugoslavia, y su madre Martha lo era de Checoslovaquia.
Después de graduarse de la Escuela Central de Worcester en 1956, Bozanic se unió a la Fuerza Aérea de los Estados Unidos, y practicó saxofón en la Banda de Mujeres de la Fuerza Aérea. Luego, se anotó en la Universidad de California, Los Ángeles usando la "Ley de readaptación de servicio" y jugaba al baloncesto mientras completaba su grado de Bachelor of Arts en ciencia política. Después de completar su B.A. en 1967, obtuvo una maestría en filosofía en 1975, seguido de un doctorado en filosofía en 1981, ambas en UCLA.

## Carrera docente
- Instructora, Universidad Estatal de California, Los Ángeles, 1973–1979
- Profesora asistente, Universidad de Tampa, 1981–1985
- Profesora visitante asistente, Universidad de Carolina del Norte en Chapel Hill, 1985–1987
- Profesora asistente, Elon College, Elon (Carolina del Norte), 1987–1988
- Profesora en filosofía, Universidad de Carolina del Norte en Chapel Hill, 1988–2004
- Senior Lecturer in Philosophy, Universidad de Carolina del Norte en Chapel Hill, 2004–2014 en la UNC,

## Obra académica
Sus escritos y enseñanza se relacionaron ampliamente con cuestiones éticas en la conducta social, filosofía social y política, teoría feminista, y de ética en los deportes. Por 25 años, fue la locutora de la dirección pública de baloncesto femenino y hockey sobre césped de la Universidad de Carolina del Norte UNC; ahora se desempeña como analista radial para el baloncesto femenino de la UNC. Es miembro de numerosas asociaciones profesionales (filosofía, deportes y Asociación Americana de Mujeres Universitarias) y ha ganado varios premios (dentro de su institución y más allá) por sus contribuciones docentes y profesionales. 

## Escándalo académico de atletismo de  la UNC
Desde 1991 hasta 2011, fue asesora académica del equipo de baloncesto femenino de la UNC en Chapel Hill.
Boxill debió renunciar a su empleo, en la UNC, en febrero de 2015, luego de que se supo que ella había guiado a los atletas hacia "cursos de estafa" para calificar en los equipos deportivos de la Escuela.
El 22 de octubre de 2014, a Boxill, que había sido Decana de la facultad, profesora principal de ética y consejera académica para atletas, le informaron que su empleo en la Universidad sería cancelado, y ella apeló esa decisión institucional. Mas, luego, anunció su renuncia el 28 de febrero de 2015.  La investigación sistemática del 'incidente' de 20 años se publicó en el "Reporte Wainstein" y en la Asociación Nacional Deportiva Universitaria (NCAA)

## Vida personal
Mientras en la UCLA, se casó con Bernard R. Boxill, quien también enseñaba filosofía como Profesor Distinguido Pardue de Filosofía, en la UNC, enfocándose en filosofía social y política y en análisis afroamericanos.

## Algunas publicaciones

### Libros
- Boxill, J. (ed.)  Sports Ethics: An Anthology. Diciembre de 2002, Wiley-Blackwell.  ISBN 978-0-631-21696-4, 376 p.

- Boxill, J. Issues in Race and Gender, editó antología, Kendall-Hunt Publishers, 2000.

### Artículos
- Boxill, J. "Ethics and Making Ethical Decisions," cap. en Introduction to Sports Management, editó Richard Southall, Kendall-Hunt Publishers, primavera de 2010.

- Boxill, J. "Football and Feminism," J. of the Philosophy of Sport, primavera de 2006.

- Boxill, J.  "The Moral Significance of Sport," Introduction, Sports Ethics. 2003, p. 1–14

- Boxill, J. "The Ethics of Competition," Sports Ethics, p. 107–114.

- Boxill, J. "Title IX and Gender Equity," reimpreso en Sports Ethics, p. 254–261.  Y reimpreso en, Issues in Gender and Race.

- Boxill, J. "Affirmative Action Revisited," coautora con Bernard Boxill, en A Companion to Applied Ethics, editó R. G. Frey y Christopher Heath Wellman, Blackwell Publishers, otoño de 2002, p. 118–127. Reimpreso en 2005 y 2008. ISBN 978-1405133456, ISBN 1405133457[16]

- Boxill, J. "Affirmative Action as Reverse Discrimination," Issues in Race and Gender, 2000, p. 127–131.

- Boxill, J. "Title IX and Gender Equity,"  Issues in Race and Gender, 2000, p. 166–173.

- Boxill, J. "Sport as a Forum for Public Ethics," Sports and Society, Telecourse integrating Sports and the Humanities, enero de 1999.

- Boxill, J. "The Dunk and Women's Basketball," Women's Basketball Coaches J. marzo de 1995.

- Boxill, J. "Gender Equity and Title IX," J. of the Philosophy of Sport, v. XX-XXI, 1995.

- Boxill, J. "Beauty, Gender and Sport," J. of Philosophy of Sport, 1985. Reimpreso en Philosophic Inquiry in Sport, editó William J. Moran y Klaus V. Meier, Human Kinetics Publishers, 1987. ISBN 0873227166; ISBN 978-0873227162.

### Obras en progreso
- Boxill, J. Front Porch Ethics, manuscrito sobre ética en los deportes.
- Boxill, J. "True Sport Report," Programa de Difusión Educativa de la Agencia Antidopaje de EE. UU.
- Boxill, J. "Review of: The Game of Life, × James Shulman y William Bowen, y Reclaiming the Game, × William Bower y Sarah Levin," Ética.

## Honores
- Premio a la Excelencia, presentado por el Consejo del Gobernador sobre la Condición Física y la Salud, por sus logros sobresalientes y su compromiso con los deportes femeninos, en Carolina del Norte, 1994.
- Premio de acceso a servicios por discapacidades de aprendizaje, de la UNC, por su apoyo y por alentar el potencial de los estudiantes de LD en la UNC-CH, 1995. Sociedad de Honor de Estudiantes Graduados y Profesionales, inducida, 2009.
- Premio Tanner de la Facultad a la excelencia en la enseñanza de pregrado, Universidad de Carolina del Norte en Chapel Hill, primavera de 1998
- Presidenta, Asociación Internacional de Filosofía del Deporte, Oficina Electa, 2002–2005.
- Premio Excelencia en Asesoramiento, Universidad de Carolina del Norte en Chapel Hill, 2003.
- Premio Mary Turner Lane, presentado por la Asociación de Mujeres de la Facultad y Profesionales, 2007

### Membresías
- Parr Ethics, membresía de Ethics, en el Instituto para las Artes y Humanidades, Women's Advocacy Award, presentado por el Carolina Women's Center, 2005.
- American Philosophical Association
- Association for Practical and Professional Ethics
- Caribbean Philosophical Association
- Phi Sigma Tau, International Honor Society for Philosophy
- International Association of the Philosophy of Sport
- Program for the Study of Sport in the American South
- Women's Basketball Coaches Association
- American Association of University Women